# Meerschaum Vale
Meerschaum Vale är en ort i Australien. Den ligger i kommunen Ballina och delstaten New South Wales, i den sydöstra delen av landet, omkring 590 kilometer norr om delstatshuvudstaden Sydney. Antalet invånare är 602.
Närmaste större samhälle är Lismore, omkring 19 kilometer nordväst om Meerschaum Vale. 
I omgivningarna runt Meerschaum Vale växer i huvudsak städsegrön lövskog. Runt Meerschaum Vale är det ganska tätbefolkat, med 80 invånare per kvadratkilometer. Genomsnittlig årsnederbörd är 1 776 millimeter. Den regnigaste månaden är januari, med i genomsnitt 298 mm nederbörd, och den torraste är oktober, med 39 mm nederbörd.